# Friedrich Bachmann (Theologe)
Johann Friedrich Gustav Bachmann (* 9. März 1860 in Rostock; † 17. Februar 1947 in Schwerin) war ein deutscher evangelisch-lutherischer Theologe, Pädagoge und Historiker.

## Leben
Friedrich Bachmann war ein Sohn des Rostocker Professors für evangelische Theologie Johannes Bachmann und dessen Frau Clara (1835–1875), geb. von Laër, Tochter des Kaufmanns Gustav von Laër in Berlin. Nach dem Abitur in Ratzeburg absolvierte er ab 1879 ein Theologiestudium an den Universitäten in Rostock, Erlangen, Leipzig und erneut in Rostock. Von 1885 bis 1894 war er Rektor der Stadtschule in Warin und daneben auch Hilfsprediger (Prädikant) des dortigen Pastors. 1894 wurde er Pastor in Zernin, 1903 in Lübsee und 1907 in Pampow. Nach seiner 1930 erfolgten Emeritierung wohnte er in Schwerin.
Bachmann engagierte sich besonders im Genossenschaftswesen. Er war 1914 Mitbegründer des Barendorfer Spar- und Darlehenskassenvereins und 1916 im Gründungsausschuss des Verbandes ländlicher Genossenschaften Raiffeisenscher Organisation für beide Mecklenburg. Er war Vorsteher der Raiffeisenkasse in Pampow und zudem Vertreter Mecklenburgs im Generalverband Raiffeisenscher Genossenschaften in Berlin.
Bachmann war Mitglied des Heimatbundes Mecklenburg, ab 1931 Vorstandsmitglied und ab 1935 Ehrenmitglied und Bilderwart im Verein für mecklenburgische Geschichte und Altertumskunde und im Verein der Freunde der Naturgeschichte in Mecklenburg. Daneben war er Mitglied des Hansischen Geschichtsvereins und des Vereins für niederdeutsche Sprachforschung. Er beschäftigte sich eingehend mit der Geschichte Mecklenburgs und veröffentlichte dazu 1889 die erste umfangreiche Bibliographie: Die landeskundliche Literatur über die Großherzogtümer Mecklenburg, die u. a. als Sonderdruck des Archivs des Vereins der Freunde der Naturgeschichte in Mecklenburg erschien. Bachmann besaß wertvolle Städteansichten und eine umfangreiche Mecklenburgica-Sammlung von über 4000 Bänden, die er dem Stadtarchiv Rostock überließ. Auch sein Nachlass befindet sich im Stadtarchiv Rostock.

## Familie
Friedrich Bachmann war ab dem 16. November 1888 verheiratet mit Emmy Henny Ida Luise Krüger (* 2. Juni 1864 in Warin), Tochter des Landdrosten Max Krüger. Der Ehe entstammten vier Kinder. Die Söhne Johannes Max (Dr. phil.; * 12. Oktober 1889 in Warin, † 16. Juli 1918 in Jüterbog) und Jürgen (Dr. phil.; * 17. August 1900 in Zernin; † 1966) und die Töchter Katharine und Christine.
Seine Schwester Anna war verheiratet mit Heinrich Behm, evangelisch-lutherischer Theologe und Erster Landesbischof von Mecklenburg-Schwerin. Sein Onkel war der Mathematiker Paul Bachmann.

## Werke (Auswahl)
- Die landeskundliche Literatur über die Großherzogtümer Mecklenburg. Opitz, Güstrow 1889, (Volltext, uni-goettingen.de).
- Der Gesangbuchs-Entwurf für Mecklenburg-Schwerin. Leitsätze und ihre Begründung. Lehmann, Schönberg i. M. 1903.
- Die ältern mecklenburgischen Städteansichten. In: Mecklenburgische Jahrbücher. Band 88, Bärensprung, Schwerin 1924, ZDB-ID 2253714-4, S. 117–224.
- Die Mecklenburger im Wittenberger Ordiniertenbuch von 1537 bis 1572. In: Mecklenburgische Jahrbücher. Band 96, Bärensprung, Schwerin 1932, S. 197–206 (Volltext, lbmv.de).
- Ein Plan der Belagerung Rostocks von 1631 und die Befestigungen der Stadt seit etwa 1613. In: Beiträge zur Geschichte der Stadt Rostock. ISSN 1615-0988, Band 18, 1933, S. 5–78.
- Flaggen und Farben der Seestadt Rostock und des Landes Mecklenburg. In: Beiträge zur Geschichte der Stadt Rostock. Band 20, 1935, S. 1–25 (Online RosDok).
- Die alten Städtebilder. Ein Verzeichnis der graphischen Ortsansichten von Schedel bis Merian. Hiersemann, Leipzig 1939.
- Die alte deutsche Stadt. Ein Bilderatlas der Städteansichten bis zum Ende des 30jährigen Krieges. 4 Bände. Hiersemann, Leipzig/Stuttgart 1941–1961.
- Geschichtliche Bibliographie von Mecklenburg, naturkundliche Bibliographie von Mecklenburg – von den Anfängen bis 1944. Landesbibliothek Mecklenburg-Vorpommern (Hrsg.), 1998, Bearb. von: Friedrich Bachmann; Wilhelm Heeß; Gerhard Baarck; Grete Grewolls [Elektronische Ressource].